# 曼達洛人 (星際大戰角色)
曼达洛人（英語：The Mandalorian），昵称曼达（英語：Mando），是《星球大战》系列的虚构角色，Disney+电视连续剧《曼达洛人》的主角。曼达洛人本名丁·贾林（英語：Din Djarin），自幼父母双亡，后被曼达洛人收养，训练成骁勇善战的斗士，成为日后的赏金猎人，拿下曼达洛人这个称号。曼达洛人经常戴着纯银的贝斯卡头盔，遵守禁止公开露脸的教条。
《曼达洛人》创剧人兼节目统筹強·法夫洛打造这个角色的时候，部分参考了克林·伊斯威特的作品，以及他在导演塞吉歐·李昂尼意大利式西部片《無名客三部曲》中扮演的无名氏角色，同时借鉴赋予李昂尼作品灵感的黑泽明武士片，还参考了《星球大战》的主角韩·索罗。曼达洛人由佩德羅·帕斯卡配音、扮演。帕斯卡就这个角色接触他和他的演员好友奥斯卡·伊萨克，后者曾在多部《星球大战》媒体作品中扮演波·戴姆倫。在伊萨克的鼓励下，帕斯卡接下这个角色。
特技演员布伦丹·韦恩和拉蒂夫·克劳德·德·桑托斯担任角色替身。角色的服装由传奇特效打造，展现演员扮演曼达洛人遇到的挑战。表演过程中，角色的身体素质非常重要，因为穿上这套服装，再细微的动作都会显得夸张。
曼达洛人一开始受雇于人，寻找跟尤達一样皮肤绿色、能感知原力的古古，保护他不被已覆灭的银河帝国残余势力伤害，最终成为父亲一样的角色。曼达洛人和古古之间的动态关系体现了贯彻剧集的育儿及父爱主题。角色与帕斯卡的表演得到普遍好评，尽管部分人批评戏服一直遮住帕斯卡的脸。

## 登场

### 背景
据《曼達洛人》第一季结局《第八章：救贖》公开的内容，曼达洛人的本名丁·贾林。根据贯穿剧集的角色背景故事，父母在他小时候的克隆战争中遇害，杀死他们的是隶属于分离主义者联盟（Separatist Alliance）的战斗机器人。许多平民在这场袭击中遇害，其中贾林的父母就是为了安置他才被炸死。他之后被曼达洛人战士的部落救走，被有收养孤儿传统的曼达洛人收养，融入到他们的文化中，尽管他不是他们的曼达洛星的人。后来他加入军械员（艾蜜丽·斯瓦劳 饰）的部落，这个部落因银河帝国迫害，过着东躲西藏的生活。
曼达洛人从未在其他人面前摘下头盔，不然部落会以为他背叛大家，把他驱逐出去，而在其他《星球大战》作品中，其他部落的曼达洛人能摘下头盔，而且也不会影响他们的地位。根据《第十一章：女繼承人》的解释，曼达洛人所在的部落属于“守望之子”（Children of the Watch），是曼达洛宗教的狂热派，遵循曼达罗星的古老传统，与主流曼达洛人社会不同。主角曼达洛人最终成为赏金猎人，加入赏金猎人公会，以化名“曼达”为人所熟知。剧集故事发生前，曼达洛人曾加入雇佣兵组织，同伙包括兰恩·马尔克（马克·伯恩·约尼尔 饰）、希安（娜塔莉·提娜 饰）和秦（伊斯梅尔·克鲁兹·柯多瓦 饰）。由于双方相处不融洽，曼达洛人最终离开组织，被队友责怪。曼达洛人驾驶名为“剃刀冠号”（Razor Crest）的炮艇機，主要武器包括一支安巴（Amban）狙击步枪，内置叉形枪管，能够发射足以瓦解目标的强大冲击波。剧集的故事发生在星際大戰正傳三部曲作品《星際大戰六部曲：絕地大反攻》（1983）的五年后。

### 第一季
在剧集首播集中，曼达洛人奉赏金猎人工会领导格里夫·卡加（卡爾·韋瑟斯 饰）的命令，帮一位神秘客户（韋納·荷索 饰）搜集50岁的“资产”，而这位客户代表着现已覆灭的银河帝国的残余势力。曼达洛人追踪到这个资产在阿瓦拉-7星，得到当地乌格瑙特人农民奎伊尔（尼克·诺尔蒂 饰）的帮助。他不得已接受赏金猎人机器人IG-11（塔伊加·維迪提 配音）的帮助，最终找到这个资产，是个婴儿，长相有点像尤达的物种，叫他孩子。《第二章：孩子》中，曼达洛人遭遇大批泥角人围攻，被孩子用原力救下。曼达洛人在《第三章：罪》中来到内瓦罗星，将孩子送达客户手上。
后来，曼达洛人的心理产生异常变化，促使他来到客户的基地孩子。乘坐“剃刀冠号”返程的路上，曼达洛人遭遇格里夫等工会成员伏击，在自己部落其他曼达洛人的帮助下逃离纳瓦罗星。躲避寻找他们两人的赏金猎人期间，曼达洛人需接受多项任务，以维持生计，包括在《第四章：庇護所》中帮助索尔根星的村民低于外来者入侵，在《第五章：枪手》中到塔图因星俘虏刺客芬妮克·尚德（温明娜 饰），在《第六章：囚犯》中协助兰·马克手下米格斯·梅菲尔德率领的雇佣兵劫狱。
到了《第七章：清算》，格里夫联系到曼达洛人，说客户的军队已经灭了他的镇子，又让曼达洛人帮忙消灭客户，答应事成之后取消对他的追杀。曼达洛人找来其他盟友进行任务，包括奎伊尔、IG-11、前反抗军同盟突击队员卡拉·邓恩（吉娜·卡拉诺 饰）。然而他们在纳瓦罗星与客户对峙的过程中，被星区长吉迪恩（詹卡洛·埃斯波西托率领的死亡兵团伏击，杀掉了客户，围困了曼达洛人的盟友。吉迪恩对他们每个人的秘密了如指掌，说出曼达洛人的真名叫“丁·达琳”，坦承自己参与了团灭曼达洛人的“血洗曼达罗星”（Purge of Mandalore）行动。
在《第八章：救赎》中，奎伊尔遇害，曼达洛人与吉迪恩的军队爆发枪击，受伤严重。IG-11摘下他的头盔，给他疗伤，他的脸第一次出现在镜头中。曼达洛人与盟友想找曼达洛人部落帮忙，只可惜帝国军已经抹平了他们的藏身处。一行人找到部落酋长军械员，对方正式把孩子当成弃婴，收养到曼达洛人的世界。她指引曼达洛人将孩子送到他的同类那里，还说曼达洛人会成为父亲一样的角色。IG-11牺牲自己，给其他人营造逃跑时机，曼达洛人抵御吉迪恩的最后一波攻势，带着孩子离开纳瓦罗星。

### 第二季
來到第二季，主角去找其他曼達洛人，希望對方幫他找到孩子的同類絕地。《第九章：執法官》中，主角從背叛過他、曾偷走他的裝甲、最終被打敗但留下活口的聯絡人戈爾·科萊什（Gor Keresh，約翰·李古查摩 飾）口中得知一位曼達洛人住在塔圖因星。來到塔圖因，主角遇到莫斯帕哥（Mos Pelgo）小鎮執法官柯布·範思（蒂莫西·奧利芬特 饰），看到他穿着曼达洛人盔甲，是跟贾瓦人买的，對方一直被他用來保護鎮民免受各種威脅傷害。兩人一開始不和，因為曼達洛人要範思把盔甲給他，直到後來小鎮被克雷特龍攻擊，曼達洛人同意幫忙，條件是以範思的盔甲作為交換，兩人才不情願地成為盟友。在這個過程中，曼達洛人和範思結成深厚的友誼，讓鎮民和塔斯肯襲擊者形成艱難的盟友關係，聯手屠龍。最終，曼達洛人拿下範思的盔甲，雙方和睦共處。
《第十章：旅人》中，曼達洛人奉命聯絡「[[蛙塔圖因星送到塔拉斯克星（Trask），報酬是其他曼達洛人的線索。路上，兩人被新共和國的兩位X翼戰機飛行員（戴夫·菲洛尼和李善亨 飾）攔下，拿出逮捕令要抓走曼達洛人，說他在《第六章》中劫獄。兩人逃到曼多克雷斯星（Maldo Kreis）時，飛機意外墜毀，又被一群蜘蛛般的生物袭击，幸好两位飞行员及时赶到救下了他们。之后曼达洛人的控罪被撤销。经过一番修理，飞船勉强可以飞行，曼达洛人完成任务，在《第十一章：女继承人》中将蛙女士带回特拉斯克。曼达洛人在蛙女士丈夫的带领下来到一间酒馆，了解到在三位曼达洛人在月球上被发现。一群|夸润人本来答应给他线索，后来看中了曼达洛人的盔甲，打算杀掉他和孩子，将盔甲抢走。曼达洛人和孩子最终被三位曼达洛人救下，他们的头头是曼达洛星的前统治者、将星球和光劍輸給了星區長吉迪恩的博-卡坦·克里茲（凱蒂·薩克沃夫 飾）。曼達洛人一開始不相信他，但還是願意幫她們一行人突襲帝國的貨輪，偷走曼達洛星的珍寶，以換取絕地的情報。搶劫行動結束，博-卡坦讓曼達洛人去烏鴉座星（Corvus）找她以前在絕地的盟友亞蘇卡·譚諾（羅莎里奧·道森 飾）。
来到《第十二章：攻城战》，曼达洛人在纳瓦罗星再次见到格里夫·卡加和卡拉·邓恩，彼时两人接管了纳瓦罗星。曼达洛人同意帮助两人突袭帝国军的最后一个基地，条件是帮他修复剃刀冠号。行动中，一行人偶然发现帝国的科学家在用孩子的血进行克隆实验，已经把他的一些血输给了克隆体，应该是想赋予他们感知原力的能力。还没来得及了解更多情报，他们就得摧毁这个基地，躲避帝国军的追击。《第十三章：绝地武士》中，剃刀冠号修复完成，曼达洛人来到乌鸦座星，见到卡乐丹城（Calidan）的帝国裁判官摩根·艾尔斯贝特（戴安娜·李·伊诺桑托 饰），对方请他杀掉亚苏卡·谭诺。曼达洛人借赏金猎人的名目接受任务，追踪到亚苏卡的位置。亚苏卡用原力和孩子交流，了解到他的真名叫古古（Grogu），之前是绝地的孩子，绝地大清洗期间被人科洛桑星的绝地神庙（Jedi Temple）救走，为了活命而压抑原力能力多年。阿索卡和曼达洛人的感情很深，后者曾帮她击败艾尔斯贝特，解放卡乐丹城，希望能让她回心转意，所以她不愿意训练古古。尽管如此，阿索卡还是让曼达洛人去泰桑星（Tython）的绝地神庙，让古古在那里利用原力寻找其他绝地，主宰自己的命运。
來到《第十四章：悲劇》，曼達洛人帶古古去絕地神廟，讓他冥想。此時範斯那套曼達洛人盔甲的原主波巴·費特（特穆拉·莫里森 飾）出現，還帶著《第五章》中留她活口的芬妮克·尚德一同現身。為了古古的安全，曼達洛人打算同意將盔甲返還給波巴費特，此時一行人被吉迪恩率領的帝國殘餘勢力襲擊，原來「剃刀冠號」在納瓦羅星被修復的時候，裝上了信標，他們就是通過這個信標追蹤曼達洛人。儘管有費特和尚德幫助，古古還还是被他们的军队俘虏，“剃刀冠号”也被他们巡逻舰发动的轨道撞击撞烂。曼达洛人找盟友帮他救古古，遇到了卡拉·邓恩，对方要他救出在《第六章》中被捕、现关押在新共和国监狱的梅菲尔德。
《第十五章：信徒》，曼達洛人和被卡拉臨時扣押梅爾菲德偽裝成帝國士兵，遷入莫拉克星（Morak）的帝國秘密錸精煉廠，發現星區長吉迪恩的下落。任務期間，曼达洛人要用终端查找吉迪恩的坐标，不得不摘下头盔。之后梅尔菲德遇到对煤渣行动（Opertion: Cinder）遇难战友漠不关心、曾负责指挥他的军官，一怒之下杀了他，捅破了两人的掩护。这使得曼达洛人和他一起找路逃跑，最终登上费特的“奴隶一号”（Slave I）号，得到卡拉和尚德从远处淹没，让梅菲尔德用狙击枪精准地摧毁了精炼厂。为了感谢曼达洛人的帮忙，卡拉答应在报告说他遇难，而梅尔菲德也离开了团队。之后，曼达洛人给吉迪恩发去威胁信，曲解了他在《第七章》中的话，扬言要救回古古。
《第十六章：營救》，在盟友、博-卡坦和她的曼達洛戰士幫助下，曼達洛人突襲吉迪恩的巡邏艦，並答應博-卡坦從帝國的佔領中解放曼達洛星。波巴·費特用偷來的帝國穿梭機發動襲擊，掩護他們進入機庫。最終一行人成功闖入機庫。趁盟友闖入艦艇的艦橋，曼達洛人尋找古古的動向，打敗吉迪恩的黑暗軍，直面脅持了孩子的吉迪恩。吉迪恩讓曼達洛人放他走，給他留下暗劍，就會把古古交給他，結果曼達洛人反目，想反殺反杀他。结果曼达洛人成功救出古古，并控制住吉迪恩，成为暗剑的合法持有人。曼达洛人不知道怎么挥舞暗剑，于是来到舰桥与正等待的博-卡坦等人汇合，得知戰後揮舞暗劍的人就是曼達洛人的統治者。为了争夺这把剑，博-卡坦和曼达洛人差點大打出手，但被殺個了回馬槍的黑士兵打斷。接著盧克·天行者（馬克·漢米爾 飾）迅速掃蕩他們的大軍，透露自己在泰桑星收到古古的呼喚，決定將他訓練成絕地。告別之際，曼達洛人摘下頭盔，第一次讓孩子看見他的臉，之後眼含淚水地看著古古和天行者離開。

### 波巴·费特之书
在《波巴·费特之书》第五集《曼达洛人回归》中，曼达洛人重拾赏金猎人的工作，但挥舞暗剑的能力已大不如前，而格劳古不在身旁也让他不太适应。他来到克拉图尼亚，在一座肉类加工厂杀死了犯罪头目卡巴·贝兹，把尸首交给了格拉维斯环形空间站的伊希蒂布工会会长，以获取进一步指示。根据指示，搬迁后的部落藏匿点就在城市下方。曼达洛人与军械师和前部落成员帕兹·维兹拉在他们的新费蒂重聚，将自己的旅程分享给军械师。军械师把暗剑的历史告诉给他，开始教他如何使用黑刃光剑。维兹拉拿暗剑和曼达洛的统治权挑战曼达洛人，后者赢得决斗，但坦承自己在《第十五章：信徒》和《第十六章：营救》中摘下了自己的面具，违反了部落的信条。维兹拉谴责曼达洛人是叛教者，军械师将他逐出部落。然而，军械员也告诉他赎罪的唯一方法，那就是用曼达洛矿井中的水洗身，然而这口井在帝国大清洗时被摧毁。在保留盔甲和暗剑的条件下，曼达洛人离开秘密基地，乘坐商业穿梭机前往塔图因找派丽·莫托。派丽·莫托向曼达洛人展示改装过的纳布N-1星际战斗机，为剃刀冠号的改良版。一番测试过后，波巴·费特的代表芬妮克·尚德前来接洽。彼时的费特自称为塔图因的大名，不久之后就要和派克集团大战，此次派人前来就是想让曼达洛人帮忙。曼达洛人接受工作，但要见过格劳古后才能帮忙。
在《第六章：生人自沙漠来》中，曼达洛人来到森林覆盖的星球，格劳古正在天行者的带领下展开绝地训练。亚苏卡·谭诺碰到曼达洛人，要他不要去见格劳古，不然会妨碍他的训练，因为绝地严格限制个人联系。曼达洛人不情愿地回到塔图因，临走前让亚苏卡帮他带一份礼物给格劳古：一件贝斯卡锁子甲，由军械师用亚苏卡给他的贝斯卡长矛锻造。来到费特的皇宫，尚德注意到兵力不足的情况，让曼达洛人前往摩斯培尔戈（现名自由镇）招募柯布·范思和镇民加入，壮大费特的兵力。尽管不愿卷入即将到来的战争，范斯还是同意召开市政厅会议。
在《第七章：以荣誉之名》中，曼达洛人与尚德和费特在破败的圣所酒吧回合，迎战莫斯埃斯帕的佩克大军。卡德·班恩（科瑞·伯頓饰）带着佩克大军前来，透露早在曼达洛人接触他之前，范斯已经被他开枪打死，以防费特的援军过来。曼达洛人和费特用喷气背包和盔甲与派克大军孤军奋战，后来费特大军和自由镇居民前来增援。莫托带着格劳古抵达，格劳古接受曼达洛人的锁子甲，放弃决堤的训练，转而加入曼达洛人的阵营。佩克大军出动两台装甲机器人时，曼达洛人用暗剑摧毁了其中一台。贝恩吓跑费特的兰苛（Rancor），导致兰苛在镇上发狂。曼达洛人想上前组织，差点被它害死，直至格劳古用原力封印了它。之后，曼达洛人和古古乘坐N-1星际战斗机离开塔图因。

### 第三季
《第十七章：叛教之人》中，曼达洛人收到一片从曼达洛星寄过来的玻璃，与格劳古一起前往新的星球，寻找已经搬迁到当地的曼达洛族藏身点。临行前，军械员再三向曼达洛人强调一定要在矿井的活水中净身，否则会被同族人当成叛变者。由于需要一台受信任的机器人来分析曼达洛星废墟的空气，曼达洛人和格劳古前往尼瓦罗星，利用格劳古打捞出来的零件修复IG-11。由于机器人以默认的编程重启，格劳古和格里夫被迫再次破坏IG-11。由于IG-11的记忆核心无法修复，曼达洛人必须去寻找新的核心，于是把格劳古留在尼瓦罗星，让他和海盗王高利安·夏德（諾索·安諾茲饰）的舰队陷入恶战。曼达洛人和格里夫来到卡勒瓦拉星，见到统治者博-卡坦。然而自从曼达洛人赢得暗剑，博-卡坦一直没有放弃重夺曼达洛星的计划。博-卡坦透露了矿井的地点。
《第十八章：曼達洛星礦井》 ，寻找记忆核心的曼达洛人回到了塔图因星。佩莉·莫托没能给曼达洛人提供新的记忆核心，但是把R5-D4交给了他。曼达洛人带着格劳古和R5-D4前往曼达洛星，刚抵达就发现可以畅快呼吸了。在前往地下圆顶城市森达里寻找矿井的过程中，曼达洛人被机器人生物胁持，只能让格劳古去找博-卡坦帮忙。没过多久，博-卡坦率队抵达，用暗剑杀死了生物。之后博-卡坦带曼达洛人前往曼达洛人的矿井，尽管她并不相信矿井的神奇传说。曼达洛人在矿井中净身，结果掉进深渊昏迷过去。博-卡坦从深渊中救出溺水的曼达洛人，在水里发现了仍然活着的神龙。
《第十九章：改變之人》，痊愈的曼达洛人带着格劳古和博-卡坦离开曼达洛星，而博-卡坦还没有把神龙存在事实告诉给曼达洛人。回到卡勒瓦拉星，三人遭遇帝国星舰的袭击，曼达洛人驾驶N-1提供后援，但帝国的钛战机还是摧毁了博-卡坦的城堡。三人被迫逃离卡勒瓦拉星，到反抗军的藏身处寻求庇护。曼达洛人把活水样本带给军械员，之后在博-卡坦的见证下，被曼达洛族部落救赎。由于在拯救曼达洛人的过程中浸入活水，博-卡坦获曼达洛族邀请参观他们的部落。自从拯救曼达洛人以来，博-卡坦就一直没有摘下头盔。《第二十一章：弃儿》，新共和国的卡森·特瓦来到藏身处，告诉曼达洛人尼瓦罗星已经被夏德的海盗大军入侵。曼达洛人说服族人帮助格里夫，最终和格里夫一起成功解放尼瓦罗星。《第二十二章：雇佣枪手》，曼达洛人与博-卡延前往拉齐尔-15号行星，寻找博-卡坦的曼达洛人大军，这支军队如今由阿克斯·沃夫斯统帅。考虑到博-卡坦击败了机器生物，曼达洛人把暗剑还给了博-卡坦。
《第二十三章：间谍》，曼达洛人回到尼瓦罗星，得到格里夫送出的IG-12。IG-12实际上是IG-11的重制版，可作为古古的机甲服。随后曼达洛人带着两个曼达洛部落的成员回到曼达洛星，在大清洗幸存者的帮助下，来到了“大熔炉”（Great Forge）。他们遇到了星区长吉迪恩，期间曼达洛人被吉迪恩抓住，送进了盘问室。《第二十四章：重返》，曼达洛人在格劳古的帮助下摆脱看守的卫兵，前去找吉迪恩报仇。曼达洛族与贝斯卡增强的暴风兵展开长时间的小规模冲突后，博-卡坦和曼达洛人与吉迪恩决一死战。就在吉迪恩瞄准格劳古的时候，一艘坠毁的旗舰撞入基地，随后的爆炸吞噬了吉迪恩，格劳古用原力泡泡保护曼达洛人和博-卡坦不受爆炸冲击波伤害。战斗结束后，曼达洛人重启了曼达洛星心脏地带的大熔炉。曼达洛人正式收养格劳古，并取名为“丁-格劳古”。按照先前对军械员的承诺，在格劳古接受“试炼”之前，曼达洛人老老实实地按照合约给卡森·特瓦工作。后来曼达洛人得益于格里夫的承诺，在尼瓦罗星的居所颐养天年。

## 角色特征
曼达洛人是坚韧不拔、足智多谋、执行力强的战士，能够快而准地运用爆能枪，剧里很少角色能跟他徒手战斗，卡拉·邓恩是其中一个。战斗、打猎、一个个单独收拾敌人的时候，曼达洛人能做到有条不紊。他是孤狼般的存在，经常独立行事，但也接受其他人帮助。第一季中，他有好几次接受库伊尔的帮助，也反过来帮助他。他也在第一季中经常和IG-11一起抓孩子。他寡言少语，到了必要的时候才说话，但透露的信息不多。扮演曼达洛人的演员佩德罗·帕斯卡想让这个角色更平易近人，尽管他的脸被面罩遮住。他表示：“我们的想法是让他变得平易近人。我们都是戴着自己的盔甲，害怕拿下盔甲，这就是我们想让变成深爱大家喜欢的角色的原因。”《大西洋》的作家斯宾塞·科恩哈伯（Spencer Kornhaber）认为曼达洛人是《星球大战》系列其中一个戴着面具的角色，因为面具“是人们像机器那样完美无瑕、冷漠无情的手段”。科恩哈伯认为曼达洛人第一次拿下头盔并不让人觉得恍然大悟，认为像秘密身份公开那样，而是“提醒大家故事不多的太空牛仔/骑士也是人”。主角非常注重曼达洛人传统，尊重感激曼达洛人的文化，经常用赏金支持其他弃儿，因为他的成长经历。父母死在机器人战争中让他非常厌恶机器人。
帕斯卡认为曼达洛人是比《星球大战》其他角色更加两边为难的角色，说他是“暗黑英雄”。他表示：“我觉得《星球大战》道德世界是非常明确、善恶分明的，有好有坏。而在这部剧种，我们开始更多地去玩弄道德的边界，所以处理这个角色的手法更加有意思，不是那种传统的英雄。”到最后，帕斯卡希望曼达洛人做对的事，但这样做又经常和他身为赏金猎人及战士的职责冲突。卡尔·韦瑟斯提到了这个角色：“我觉得，某种意义上，曼达洛人和《曼达洛人》的其他角色一样，非常自私、以自我为中心，但也有一些非常利他、人性的地方，这是他的人性所在。”很明显的例子，在剧的开头，曼达洛人个性冷漠，不听被他猎取抓捕的人乞求，这是因为他在这部剧之前经常和兰·马克的雇佣兵共事，没有什么道德。这种特征在《第六章：囚犯》中得到进一步展现，当时其中一位雇佣兵暗讽希安在阿尔佐克三星犯下累累罪行，这是曼达洛人不愿提及的事情。然而，孩子在《第一章：曼达洛人》的登场让曼达洛人开始养成人性及道德观念。剧集的创剧人強·法夫洛及其中一位导演黛博拉·周认为《第三章：罪》中曼达洛人回去找孩子是他的关键时刻。周表示：“他一旦选择这么做，就没有回旋余地。就是在这个地方，他改变了自己的一生。”曼达洛人道德观念的发展在《第六章》中得到显现，当时他在劫狱行动中出手救新共和国士兵達文一命，尽管杀他来得更方便。同样是在这集，曼达洛人选择囚禁背叛他的雇佣兵，而不是杀死他，进一步反映了他的道德良知。

## 概念设计

### 概念

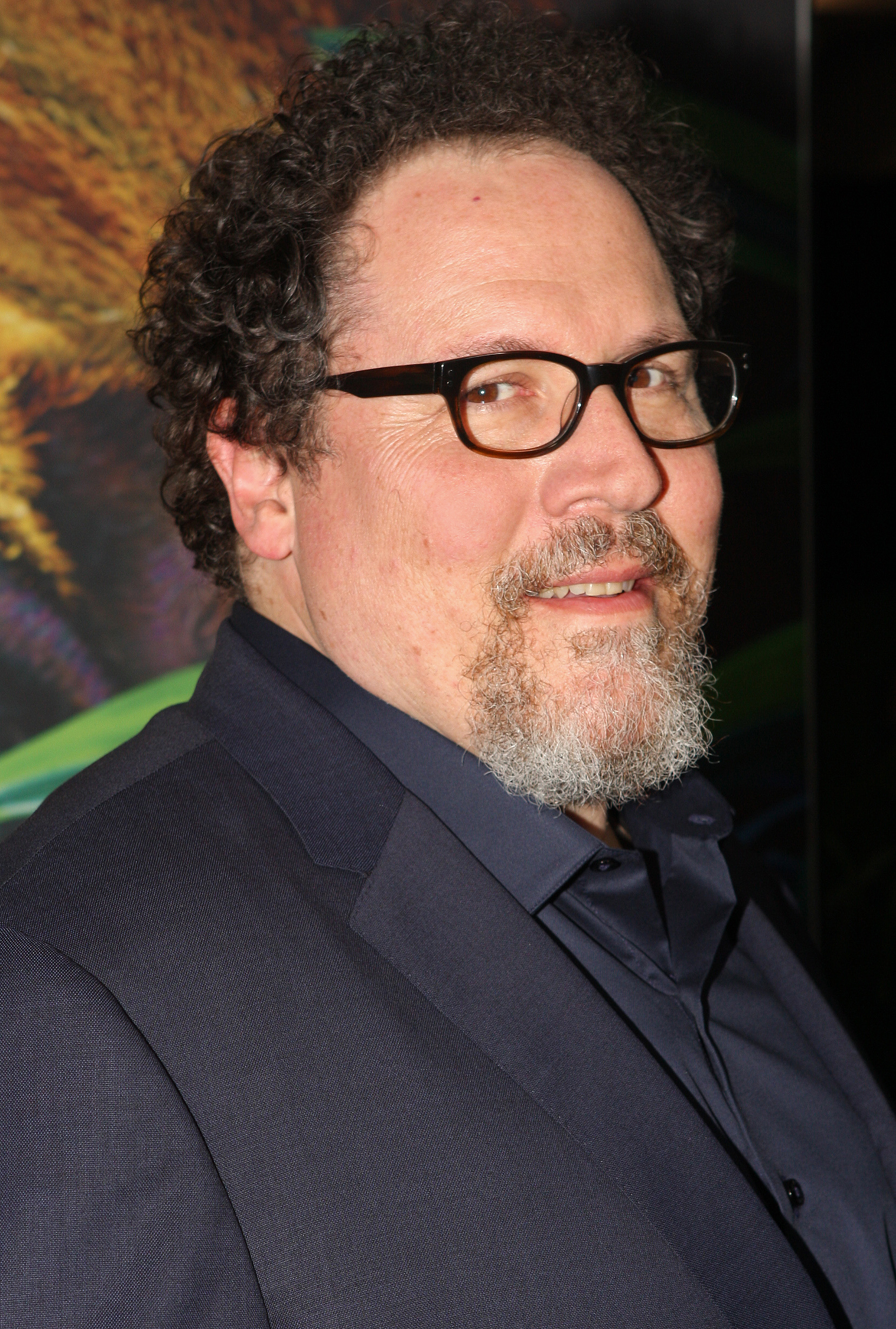
曼达洛人这个角色由电视剧《曼达洛人》创剧人兼节目统筹強·法夫洛创造。

曼达洛人这个角色由《曼达洛人》的创剧人兼节目统筹強·法夫洛创造。一直以来，法夫洛就是《星球大战》的大粉丝，曼达洛人是他最喜欢的星战群体，之前还在电视动画《星際大戰：複製人之戰》中为其中一个曼达洛人配音。尽管曼达洛人文化在《克隆人战争》及《星際大戰：反抗軍起義》等其他《星球大战》作品中得到扩展，法夫洛还是打算利用电视剧的主角打造首个真人扮演的曼达洛人，尝试电影版中从未有过的概念。波巴·费特想到了《星球大战》书籍及其他媒体中的曼达洛人，只不过他们的细节未在电影中展现。据法夫洛介绍，他在打造曼达洛人这个角色的时候，尝试迎合《星際大戰正傳三部曲》的观感及画风，特别是1977年的第一部作品《星際大戰四部曲：曙光乍現》。卢卡斯影业的美工克里斯坦·阿尔兹曼（Christan Alzmann）、道格·蒋、瑞安·彻奇、尼克·金德罗（Nick Gindraux）、贾玛·朱拉贝夫（Jama Jurabaev）和约翰·朴（John Park）在剧集开发过程中，制作了角色的概念图。
角色部分取材于克林·伊斯威特的形象，以及他在塞吉歐·李昂尼执导的意大利式西部片中扮演的無名客。帕斯卡对角色的肢体活动有问题，不禁想：“克林特会怎么演？”曼达洛人也有一部分出自日本导演黑泽明电影中的武士角色。帕斯卡提到黑泽明带来的影响：“从美学层面看，他塑造那种标志性的孤胆枪手/剑客角色很有故事性。”法夫洛建议帕斯卡去看黑泽明的武士片和伊斯特伍德主演的莱昂西部片，为角色做好准备，帕斯卡就去看了《大鏢客》（1961）和《黃昏三鑣客》（1966）。《星球大战》系列的主角韩·索罗也深深影响了帕斯卡的表演。
2018年10月3日，法夫洛在个人Instagram帐号上用三句话梗慨剧集内容，称曼达洛人是“不受新共和国统治、远在银河系外围的孤单枪手”，正式公布这个角色。法夫洛后来说曼达洛人是大家从未见过的角色。曼达洛人的首张照片于2018年10月4日公开。角色的性别及其他细节没有即时公开。根据公开的照片，Gizmodo的日耳曼·卢西尔（Germain Lussier）认为这个角色是“气势磅礴、自信的存在，很好地融合将曼达洛人的盔甲及定制附属功能融合在一起”。剧集执行制片人戴夫·菲洛尼称曼达洛人是个“幸存者”，艰苦谋生存，“在日常生活中找到自己的生存方式”，认为这是《星球大战》系列其他主角所不具备的特征，尤其是绝地。由于曼达洛人的真名及脸庞最初尚未公布，许多人怀疑他的真实身份应该是《星球大战》系列中已公布的角色。部分人怀疑它就是波巴·费特，但被卢卡斯影业否认，创剧人也在不同采访中提到两个角色的区别。
曼达洛人的画面于2019年4月14日在芝加哥举行的星战庆典上公布，包括他在首集中接受格里夫·卡加和客户的赏金猎人任务。2019年8月23日公布的首支正式预告片和10月28日公布的第二支正式预告片中，曼达洛人的镜头占主导地位。由曼达洛人独占的海报也在第一支预告片发布的同一天发布。

### 扮演

#### 佩德罗·帕斯卡

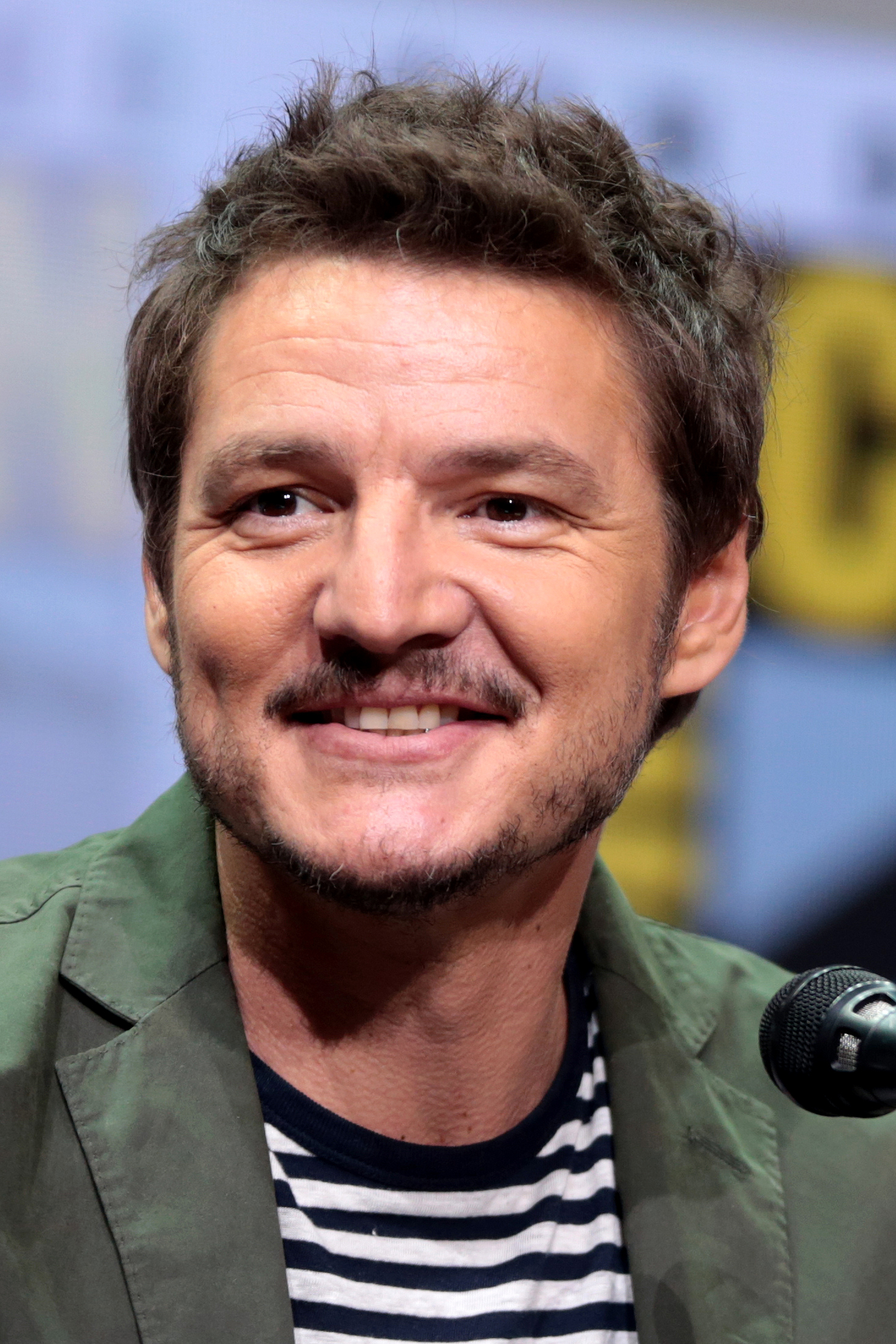
佩德羅·帕斯卡在剧集中扮演曼达洛人，并为该角色配音。

曼达洛人主要由佩德羅·帕斯卡扮演，他在大多数戏份中穿着盔甲，为该角色提供配音表演。他是这个角色的其中一个演员人选。法夫洛通过经纪人联系到他，商讨《星球大战》的项目。帕斯卡最初不知道这个项目是电影，是电视剧或是其他类型的作品，但还是不顾一切会见法夫洛。两人在法夫洛的办公室会面，当时那里满是剧集的概念图，法夫洛阐述项目的时候，指着一幅曼达洛人的插图，说这就是要帕斯卡扮演的角色。一开始帕斯卡也觉得这个角色是波巴·费特，但被法夫洛纠正。第一次见面的时候，帕斯卡试戴了曼达洛人的头盔，发现它很合身，说这是“伟大的极客时刻”。在《星際大戰後傳三部曲》中扮演波·戴姆倫的帕斯卡老朋友奥斯卡·伊萨克说服他拿下这个角色，帕斯卡说对方的鼓励让自己更加确定要参与这个项目。
帕斯卡小时候就喜欢《星球大战》，特别是1980年的《星際大戰五部曲：帝國大反擊》，说这部剧给他的记忆及儿时幻想留下不可磨灭的印记，特别是波巴·费特，小时候最喜欢玩他的活动人偶。能扮演长相如此想象的角色，帕斯卡非常兴奋：“他们想让我成为《星球大战》最酷的形象。”
剧集于2018年底开始制作，制作工程在曼达洛人演员选定前就已经开始好几个礼拜。角色的部分戏份由替身扮演，所以宣传剧照在演员确定前就已公开。早在2018年10月，互联网就流传帕斯卡可能出演的传闻。2018年11月13日，《综艺》杂志报道帕斯卡已经拿下主角，正在进行谈判。他参演的消息于2018年12月12日正式公布。Gizmodo的日耳曼·卢西尔认为帕斯卡参演得到大众的支持：“帕斯卡是很优秀的演员，是独特的存在，我们都支持他追杀整个银河系的人。”在2019年11月的采访活动中，帕斯卡意外透露曼达洛人的真名是丁·贾林。

#### 其他扮演者
除了帕斯卡，演员布伦丹·韦恩（Brendan Wayne）和特技演员拉蒂夫·克劳德·德·桑托斯负责担任曼达洛人的替身，在帕斯卡不在场时表演这个角色。韦恩此前跟法夫洛在2021年《牛仔和外星人》中有过合作，之后一直保持联络。韦恩利用经纪人的关系，试了传奇特效为秘密项目打造的项目，不知道这是为《星球大战》打造的。他看过戏服，误以为是波巴·费特的。身高6英尺（1.82米）的他穿起戏服来很合身，尽管它是为6.5英尺（1.98米）的人打造的。对于戏服，韦恩表示：“实际上，穿上戏服就值得了，因为这对我的童年意义良多 。”两个礼拜后，他应邀参加法夫洛项目的试镜。选角助理想看他四处走动，没有给剧本。韦恩怀疑这个项目和他试穿的《星球大战》戏服有关，于是买了波巴·费特的头盔和摩托车垫，提前练习穿着它们走路。试镜过程中，他模仿“非常西部人的感觉”，走得很慢，时刻想着维持核心的力量，模仿他爷爷演员约翰·韦恩的步态。
经纪人说他不用为角色配音，他没有介意。韦恩和法夫洛要他非常轻微地移动头部，因为他们戴上面具会显得非常夸张。韦恩对戏服提出反馈意见，提议调整枪套的位置，好让演员最为容易地拿枪。韦恩参与《曼达洛人》第一季所有集数的制作，与帕斯卡共同探讨角色在戏中的运动，询问大家每个动作和姿势要怎么做，确保两个人的表演能无缝对接。对于《曼达洛人》的参演过程，韦恩表示：“参演这部作品是我一直以来的梦想，因为我是依靠每天的表演谋生的......这是与你看着长大的神话故事，是你小时候至关重要的一部分，能成为其中一份子，真的很酷。”
童星艾丹·贝托拉（Aiden Bertola）饰演《曼达洛人》第一季倒叙镜头中的年轻曼达洛人。

### 服装
曼达洛人的服装由概念美工布赖恩·马蒂亚斯（Brian Matyas）及服装设计师约瑟夫·波罗（Joseph Porro）设计，特效化妆大师斯坦·温斯顿门徒开创的特效工作室传奇特效制作。服装极大程度上受《帝国反击战》和《绝地归来》的波巴·费特戏服影响，有一套类似的盔甲及带T形遮阳板的头盔，右臂有一块长手套状的护腕，左臂有一个发射火投射物的设备。手套指尖处颜色各异，各有一个面向手指的蓝色三角形金属。此外还包括可发射炸药的腰带、长枪管爆能枪、一双靴子、别在右腿上装弹药、炸药和刀的皮套。剧集前三集中的第一版服装有大量的战斗磨损，之后才被装甲师重修。
制片人故意在曼达洛人和波巴·费特的服装间创造细微的视觉差异，以区分两个角色。最终出来的曼达洛人戏服在颜色上有别于波巴·费特戏服，盔甲跟头盔发出的声音音调不同，触感也稍微不同，而且曼达洛人的服装比波巴·费特更加丰满。尽管如此，戴夫·菲洛尼还是承认两者有相似之处，几乎无可避免。佩德罗·帕斯卡将曼达洛人的盔甲跟中世纪的骑士作比较，认为这套盔甲的外观“非常有利、非常神秘”。帕斯卡也提到了服饰：“他是非常惊人的身影，是传奇般的形象。”不过，他也表示穿这套服装很难工作，经过在拍戏期间撞到东西，后来才慢慢习惯。他说：“这么好看的东西肯定不容易穿 。”他认为曼达洛人的语言“非常依靠肢体动作”，必须学会穿着戏服来传达角色形象，讲他的故事。
Screen Rant的杰西·阿特金（Jessie Atkin）也提到服装：“我们可能觉得之前就见过曼达洛人的服装，不管是波巴·费特的，还是萨宾·雷恩的，而盔甲师将曼达服装地外观推向了完全不同的水平。”2019年8月，服装在加利福尼亚州安那翰D23博览会展出。

### 拍摄
《曼达洛人》的许多戏份在南加利福尼亚州的隔音片场“音量”（Volume）拍摄，当地是一个大仓库式片场系统，设有遍布整个空间的绿幕及跟踪摄像机。音量片场结合物理布景和投射到银幕的图像，让演员拍戏时置身于数字环境中。曼达洛人在《第一章：曼达洛人》开头冰冻星球的戏份就是在这个环境中拍摄，此外还有第一季前两集的阿瓦拉-7（Arvala-7）行星，以及《第六章：囚徒》中兰·马尔克（Ran Malk）的空间站，等等。帕斯卡认为剧中世界的建构及对服装、生物、机器人乃至整个世界细节的关注，让他来到了新世界，很多时候不太能想象到那里的东西。
制片人抛弃传统绿幕背景，采用先进摄影技术，避免曼达洛人的头盔及盔甲反射到绿幕。这种技术是用360度的LED墙投射图像，不仅为演员表演提供逼真的环境，也让曼达洛人的服装反射到周围的环节，看起来像是真的。摄影指导格雷格·弗莱瑟表示：“处理曼达洛人这样反光的角色时，相机取景框以外的世界比在相机视野内看到的世界还要重要。相机背后的东西发射在演员的头盔及衣服上，对大家对他周遭环境产生幻觉至关重要。”另外，LED墙顶部附近有一条又长又窄的白带，为曼达洛人的头盔提供背光。制作人时不时将额外的灯光投射到排场的墙上，好让灯光投射到曼达洛人的服装上，更加凸显角色的身型。弗萊瑟说拍摄曼达洛人的铬头盔是非常大的挑战，如果相机镜头开得太锐利，头盔的尖锐边缘“很快就会有影片般的感觉”。为了解决这个问题，剧组采用潘那维申的全画幅Ultra Vista变形镜头，可以将画面的锐度调得更加柔和。而这些镜头用在人脸上又很柔弱，所以用在未蒙面角色身上的拍摄技术比用在曼达洛人身上的技术要多得多。
最初接这个角色的时候，帕斯卡被《星球大战》粉丝的洋溢热情感到害怕，但后来他的表演还是得到支持：“身为剧组成员，得到他人支持你拍戏很重要，跟我拍过的戏比起来更加重要。”帕斯卡觉得強·法夫洛和大卫·费罗尼为他和剧组其他成员创造环境，隔绝拍摄第一部《星球大战》真人电视剧兼流媒体平台Disney+第一批节目的巨大压力，让他们专注工作。法夫洛认为曼达洛人这个角色很好，非常吸引人，就像R2-D2等受人喜欢的《星球大战》角色那样，缺乏拟人化特质，尽管那套戏服让大家看不到他的脸。吉娜·卡拉诺说帕斯卡想让演员通过表演展现自身的疑惑及脆弱性，最终使得曼达洛人更亲近人。她说：“你不知道里面的人是谁。你能体会到他的性格，你想深入了解他。他太迷人了。”法夫洛很看重曼达洛人这个角色的小细节，比方说他觉得曼达洛人靴子结的冰没有结到在冰冻星球的那种程度，于是对靴子进行修改，加了点霜。
帕斯卡表示，由于角色很少说话，他需要回想起自己在表演学校学到的东西，只用“姿势和手势”传达角色情感。他说这是非常注重细节的过程，稍微一个手势就会带来极大的情绪效果，所以要警惕每个席位的动作。他回想之前的舞台表演经历，想到自己表演義大利即興喜劇的时候戴着面具，在表演过程中用夸张强烈的方式传递情感。他觉得扮演曼达洛人的道理类似，“只不过运动不能激烈”。黛博拉·周（Deborah Chow）认为演这个角色很考验身体素质，因为他们要为曼达洛人开发出一套肢体语言：“他所有运动都是有目的的，不能坐立不安，不能放松，所以任何时候，不管他是做小动作，还是扭下脖子，都是有意义的，毕竟我们不看到他的脸或眼睛的活动。”角色的身体特性大多由服装本身或穿着服装运动时重量的分布决定。布伦丹·韦恩希望曼达洛人走路的方式尽量自然，所以帕斯卡为这点苦苦挣扎的时候，制作人会建议他找韦恩来做。帕斯卡竭力让自己的配音表演与角色的肢体语言同步，为了达到这个效果，他的录音在后期制作阶段经常被调整。
拍摄《曼达洛人》的时候，帕斯卡还有其他几个项目，所以他不能每一集都来演。《第四章：庇护所》拍摄的时候，他正在为百老汇剧院戏剧《李尔王》排练，没来拍戏，所以角色在这一集中的大量戏份都由韦恩来演。导演布莱斯·达拉斯·霍华德提到了韦恩：“他简直把全部力量放在这个角色中，我们很好地抓住了那些点，一起把它们搞懂。”韦恩说在这一集里跟扮演奥梅拉的朱丽娅·琼斯拍戏太激动了，直接在头盔里哭了出来。韦恩还穿着戏服拍摄《第三章：罪》的戏份，其中一场戏是进入剃刀冠号飞船的时候，格里夫·卡加从背后跳到他身上。韦恩非常崇拜韦瑟斯，所以很喜欢和他一起拍摄这些戏份。他一边背曼达洛人的台词，一边拍戏，之后由帕斯卡负责给他配音。韦瑟斯说韦恩说台词的样子很像他的爷爷约翰·韦恩。韦恩还说用来打造孩子这个角色的电动人偶太逼真了，感觉像和真的童星一起拍摄。
帕斯卡和艾蜜丽·斯瓦劳（Emily Swallow）在拍摄《曼达洛人》之前就认识彼此，两人是在纽约的戏剧舞台认识的，曾共同参演《心计》。被问到对《曼达洛人》的第一感觉时，斯瓦劳觉得带出观众从未看过的主角很有难度，但觉得帕斯卡能做到，因为“我大概知道佩德罗要演说，他会用到自己善良的这一点”。

## 主题
《曼达洛人》的其中一个主题是育儿及父爱，利用曼达洛人与孩子之间动态的父子关系传达。育儿圣经的瑞恩·布里特（Ryan Britt）认为：“这些年来，《星球大战》系列一直避免描绘父子间的动态关系，直至曼达和孩子出现才得到彻底改变。”多位影评人将孩子和曼达洛人的关系与日本漫画作品《帶子狼》中武士与年幼儿子的关系。孩子让曼达洛人变成更柔和、更亲切的角色，在抚养孩子的过程中产生正向的转变，不再那么的自私、自我陶醉。比方说，他想尽办法阻止孩子乱按宇宙飞船驾驶舱的按钮，最终把他放在腿上。又不如，他给孩子在飞船驾驶舱里放了一个汽车座椅，让孩子在飞行途中坐得安全、舒适。
曼达洛人与孩子的关系是意外当爸爸的一个例子。曼达洛人与孩子建立关系的时候，对他的经历感同身受，回想自己小时候父母双亡，成了孤儿，被曼达洛人当成“弃儿”收养。虽是这么说，曼达洛人一开始并不想当父亲，多次逃避父亲的责任。第一次逃避是在《第三章：罪》中，当时他将孩子留给客人（Client），之后到了《第四章：庇护所》，他将孩子留给索尔根星球上一位保护欲强的母亲欧玛（Omera），而对方也愿意将孩子带进自己家。到了第一季结局《第八章：救赎》，曼达洛人才完全承担父亲角色，到那时孩子以“弃儿”身份彻底融入曼达洛人的文化中，曼达洛人也正式承认自己是父亲。
《名利场》的安东尼·布雷兹尼坎发现影片没有展现抚养孩子过程中不断出现的难题，“没有尤达宝宝刺耳的尖叫声，没有闹脾气，没有留口水，没有像牙医的电钻撕碎柔软粉红色神经那样、深入父母心灵的失控尖叫声”。无独有偶，Vulture的作家凯瑟琳·范阿连东克（Kathryn VanArendonk）也认为这部剧没有提到父亲在抚养孩子的过程中犯难的问题，例如喂宝宝吃东西，哄宝宝睡觉，确认他有没有穿尿布：“《曼达洛人》对尿布不感兴趣，所以曼达的父亲形象非常特别：完全不用为小事情操心。”范阿连东克认为这对父母或准父母们来说是愿望实现的奇幻剧，“对育儿的美好愿景彻底剥夺了这项工作的细节及特殊性，只剩下两个原型：父母、孩子”。
吉娜·卡拉诺（Gina Carano）认为孩子给该剧带来一丝温暖，与冷漠无情的曼达洛人形成平衡关系。她认为，孩子“提升了感情水平及赌注”。布雷兹尼康表示认同：“这是一种情感转移。观众之所以如此关心隐姓埋名、蒙着面的曼达洛人，是因为他很在乎尤达宝宝。”孩子拥有运用原力的天赋，但未经训练，仍严重依靠曼达洛人和其他盟友前来保护。《第五章：枪手》中，曼达洛人与暂时看管孩子汽修工的派丽·莫托有一番互动，公开讨论养育孩子时会遇到挑战。曼达洛人故意叫醒靠在派丽手臂睡着的孩子，说道：“养孩子要学的东西多着呢！”
ScreenCrush作家马特·辛格（Matt Singer）认为曼达洛人养育孩子时的差错让这部剧更加吸引人，更有体会，因为身为父母，很大一部分就是犯错。有些地方让观众重新看待孩子，怀疑他有变邪恶的倾向。例如在《第七章：清算》中，孩子使用原力掐住卡拉·邓恩的喉咙，当时卡拉正在和朋友掰手腕。Bustle的凯特琳·加拉格尔（Caitlin Gallagher）觉得这部剧没有说孩子变邪恶，而是暗示曼达洛人需要找不那么暴力的环境抚养孩子。曼达洛人一直在教育他，阻止他掐死卡拉就是证明。

## 文化影响

### 专业评价
《曼达洛人》及佩德罗·帕斯卡的表演获得普遍好评。帕斯卡说得到星战迷的正面反响及评价，觉得自己凭这个角色得到星战大家庭的接纳。CinemaBlend专栏作家莎拉·马哈茂德（Sarah El-Mahmoud）认为曼达洛人是整部剧自己最喜欢的角色， 觉得他“天生聪慧”。她还称赞帕斯卡的表演富有能量，能学习到克林特·伊斯特伍德在《荒野大镖客》等西部片中的经典表演，模仿他在安静戏份中缔造诱惑和紧张感。/Film的伊森·安德森（Ethan Anderton）评价了这个角色：“曼达洛人是彻头彻尾的坏蛋，完全抢占了波巴·费特的风头。”《娱乐周刊》作家詹姆斯·希伯德（James Hibberd）认为电视剧敢于改编神秘面具男的故事，虽然強·法夫洛执导电影《钢铁侠》的时候就这样做过。他称赞帕斯克的配音技术及影片的摄影剪辑让人印象深刻：“法夫洛设法为这个角色注入惊人的个性。”也有人很高兴看到佩斯卡在《波巴·费特之书》中出现。Polygon的马特·佩奇斯（Matt Patches）赞扬这一安排，认为“佩德罗·帕斯卡重回聚光灯，献上波巴·费特粉丝一看就爱上的表演”。
Screen Rant的克雷格·埃尔维（Craig Elvy）认为曼达洛人这个角色在字面意义及比喻方面传达的内容不多，却能和观众建立强烈的联系，恰好说明了《曼达洛人》创意团队的创作功力。同样出自该网站的凯文·潘托亚（Kevin Pantoja）认为曼达洛人天生具备善解人意的性格，觉得影片的打斗场面赏心悦目，对孩子的父爱体现出最强烈的性格特征，是“从一开始就得到我们支持的英雄，我们有大量理由与他建立联系”。《男士健康》作家伊万·罗曼诺（Evan Romano）认为帕斯卡在表演中展现“极具感染力的魅力”，尽管戴着头盔，尽管许多戏份都和一只木偶共同进行。《名利场》的索尼娅·萨莱亚（Sonia Saraiya）觉得这部剧证明了帕斯卡的演技，让他“用无声的誓言保护人类安全，很好地定义了自己的角色”，尽管很少露面。Polygon作家查理·霍尔称赞曼达洛人的特技团队，特别点出他们在《第六章：囚犯》中的打动戏份。在该剧第一季最有趣角色榜中，曼达洛人排第三，而在另一份该剧10大人气角色榜中，曼达洛人排第二，同时曼达洛人的服装在该剧第一季10大服装中排第二。
好评之余，也不乏负面评价。Vox作家艾蜜丽·范德沃夫（Emily VanDerWerff）认为从客观层面上看，选择帕斯卡这样富有才华且魅力四射的演员参演，而且要他在“整部剧中困在面具后面”，是“可怕的主意”。英国广播公司作家卡琳·詹姆斯（Caryn James）表示自己没有和曼达洛人建立情感连结，认为任何人都可以藏在盔甲后面。《GQ》的马克斯·塞亚（Max Cea）隐藏了角色情感，让观众很难投入到角色中。影音俱乐部作家凯蒂·利弗（Katie Rife）点明了帕斯卡并非从头到头扮演曼达洛人的事实，认为这一点破坏她对这个角色的兴趣，虽然“了解到是替身在演只打消一点幻想”。类似地，《男士健康》的菲利普·伊利斯（Philip Ellis）称其是对“我们停止猜忌的一记毁灭性打击”。

### 周边商品
根据曼达洛人制作的玩具等周边商品陆续推出。2019年12月31日，Funko Pop推出曼达洛人手办。HOT TOYS推出比例1比6的曼达洛人可动人偶，孩之宝推出6英寸（13.24厘米）的曼达洛人可动人偶，列入“星球大战：黑色系列”玩具系列。Diamond Select Toys创作比例1比2的曼达洛人半身像，高达10英寸（25.4厘米），由乔·阿拉德（Joe Allard）设计，罗可·塔塔梅拉（Rocco Tartamella）雕刻，限量发行1000份。乐高宣布2020年8月推出曼达洛人的大头仔玩具（BrickHeadz），2020年9月推出曼达洛人的剃刀冠号宇宙飞船，内含曼达洛人的小型模型。

### 脚注
1. 1 2 3 4 5  Elvy, Craig. . Screen Rant. 2019-12-28  [2020-03-04]. （原始内容存档于2020-02-13）.
2. ↑  Breznican, Anthony. . Vanity Fair. 2019-11-22  [2020-01-29]. （原始内容存档于2019-12-05）.
3. ↑  Babu, Armaan. . MEA Worldwide. 2019-12-02  [2020-02-08]. （原始内容存档于2021-12-02）.
4. 1 2  Romano, Evan. . Men's Health. 2019-11-29  [2020-03-06]. （原始内容存档于2019-12-08）.
5. 1 2  Miller, Matt. . Esquire. 2019-12-02  [2020-03-10]. （原始内容存档于2019-12-27）.
6. 1 2  Saraiya, Sonia. . Vanity Fair. 2019-12-28  [2020-03-06]. （原始内容存档于2019-12-28）.
7. 1 2 3 4  Breznican, Anthony. . Entertainment Weekly. 2019-04-14  [2020-02-21]. （原始内容存档于2019-11-17）.
8. 1 2  Daniell, Mark. . Toronto Sun. 2019-04-15  [2020-03-10]. （原始内容存档于2020-01-09）.
9. 1 2  Goslin, Austen. . Polygon. 2019-11-18  [2020-03-13]. （原始内容存档于2020-02-22）.
10. ↑  Keane, Sean. . CNET. 2019-11-12  [2020-01-20]. （原始内容存档于2019-11-13）.
11. 1 2  Holman, Leo. . Comic Book Resources. 2020-01-02  [2020-01-21]. （原始内容存档于2020-01-03）.
12. ↑  Kirby, Meaghan. . Entertainment Weekly. 2019-11-12  [2020-01-16]. （原始内容存档于2019-12-11）.
13. ↑  Keane, Sean. . CNET. 2019-11-15  [2020-03-03]. （原始内容存档于2020-01-26）.
14. ↑  Raymond, Nicholas. . Screen Rant. 2019-12-21  [2020-03-13]. （原始内容存档于2020-02-21）.
15. 1 2  Kain, Erik. . Forbes. 2020-01-28  [2020-01-28]. （原始内容存档于2020-01-26）.
16. ↑  Plante, Corey. . Inverse. 2019-11-29  [2020-02-19]. （原始内容存档于2020-02-13）.
17. ↑  Lussier, Germain. . Gizmodo. 2019-12-06  [2020-02-18]. （原始内容存档于2019-12-20）.
18. ↑  Lindbergh, Ben. . The Ringer. 2019-12-13  [2020-02-13]. （原始内容存档于2020-02-13）.
19. ↑  Hall, Charlie. . Polygon. 2019-12-18  [2020-01-20]. （原始内容存档于2019-12-19）.
20. ↑  Cardona, Ian. . Comic Book Resources. 2019-12-19  [2020-03-13]. （原始内容存档于2020-03-18）.
21. 1 2  Keane, Sean. . CNET. 2019-12-27  [2020-01-26]. （原始内容存档于2020-01-26）.
22. ↑  Elvy, Craig. . Screen Rant. 2020-02-11  [2020-03-13]. （原始内容存档于2020-03-18）.
23. 1 2  Snowden, Scott. . Space.com. 2019-12-27  [2020-01-20]. （原始内容存档于2020-01-12）.
24. 1 2 3 4 5 6 7  Kornhaber, Spencer. . The Atlantic. 2019-12-30  [2020-03-06]. （原始内容存档于2019-12-31）.
25. ↑  Caicoya, Ben. . Comic Book Resources. 2019-12-28  [2020-02-09]. （原始内容存档于2019-12-29）.
26. ↑  Joest, Mick. . CinemaBlend. 2020-01-08  [2020-02-09]. （原始内容存档于2020-01-08）.
27. ↑  Whalen, Andrew. . Newsweek. 2019-12-31  [2020-02-08]. （原始内容存档于2020-01-15）.
28. ↑  Dumaraog, Ana. . Screen Rant. 2019-12-27  [2020-01-14]. （原始内容存档于2019-12-28）.
29. 1 2 3 4  Young 2020，第35頁
30. 1 2 3  Itzkoff, Dave. . The New York Times. 2019-11-22  [2020-01-27]. （原始内容存档于2020-01-27）.
31. 1 2 3 4 5  Thorne, Will. . Variety. 2019-11-11  [2020-03-07]. （原始内容存档于2020-01-15）.
32. ↑  Thorne, Will. . Variety. 2019-12-13  [2020-02-13]. （原始内容存档于2019-12-27）.
33. 1 2 3  Hall, Charlie. . Polygon. 2019-12-13  [2020-03-10]. （原始内容存档于2019-12-13）.
34. 1 2 3 4 5 6 7  Carras, Christi. . Los Angeles Times. 2019-08-26  [2020-03-07]. （原始内容存档于2020-03-05）.
35. ↑  Romano, Evan. . Men's Health. 2019-11-19  [2020-03-10]. （原始内容存档于2020-03-17）.
36. ↑  Young 2020，第34頁
37. ↑  Pascal 2019a，3:35–4:06 I love the opportunity to make him as human and as accessible as possible, which is strange to say because it's impossible to get to him because he's covered in armor from head to toe. And yet the idea is, he's relatable. We're all kind of covered in our own armor and terrified of taking that armor off, and that's the thing that crosses him over into a character that we're really going to want to follow.
38. 1 2 3 4  Romano, Evan. . Men's Health. 2019-10-24  [2020-03-10]. （原始内容存档于2019-10-29）.
39. 1 2 3 4  Pascal, Pedro. . Entertainment Weekly. 2019-11-22.  事件发生在 3:19–4:17  [2020-01-26]. （原始内容存档于2019-12-11）. The Mandalorian is a character I would say built on these icons of film history that we find in some Akira Kurosawa samurai movies, Sergio Leone cowboy westerns, spaghetti westerns, the lonely guy who won't tell you his name, in this case won't show you his face, and a lot of moral ambiguity, and I would say expressed more so in this series and with all of our characters, you know, I think the moral universe of Star Wars can be very specific and kind of black and white, there's good and there's evil, and in this one we start to play with the boundaries of that more, and that is dealt with very interestingly with this character. He's not your typical hero.
40. 1 2 3 4 5  Hibberd, James. . Entertainment Weekly. 2019-09-05  [2020-03-07]. （原始内容存档于2019-12-06）.
41. 1 2  Hibberd, James. . Entertainment Weekly. 2019-09-03  [2020-03-07]. （原始内容存档于2020-03-18）.
42. ↑  Weathers, Carl; Breznican, Anthony.  (). Vanity Fair.  事件发生在 70:52–71:06. 2019-11-12  [2020-01-29]. （原始内容存档于2022-01-01）. The Mandalorian is, I think, in some ways like every other character in The Mandalorian. There is something about him that's very selfish and self-centered but there's also something about him that's very altruistic and human. There's a humanity to him.
43. ↑  Gallagher, Caitlin. . Bustle. 2019-12-13  [2020-02-16]. （原始内容存档于2020-02-17）.
44. ↑  Marshall, Rick. . Digital Trends. 2019-12-13  [2020-02-16]. （原始内容存档于2020-02-17）.
45. 1 2  Rife, Katie. . The A.V. Club. 2019-12-13  [2020-02-13]. （原始内容存档于2020-01-02）.
46. 1 2  Belloni, Matthew. . The Hollywood Reporter. 2019-08-21  [2020-03-08]. （原始内容存档于2020-02-25）.
47. ↑  Girolamo, Dan. . Screen Rant. 2020-01-03  [2020-02-12]. （原始内容存档于2020-01-04）.
48. 1 2 3  Brown, Tracy. . Los Angeles Times. 2019-11-08  [2020-03-08]. （原始内容存档于2020-02-28）.
49. 1 2 3  Bahr, Lindsey. . Associated Press. 2019-11-01  [2020-03-08]. （原始内容存档于2020-01-09）.
50. ↑  Kirby, Meaghan. . Nerdist. 2019-11-19  [2020-03-08]. （原始内容存档于2019-12-21）.
51. 1 2 3  Keveney, Bill. . USA Today. 2019-11-11  [2020-02-21]. （原始内容存档于2019-12-26）.
52. 1 2 3  Hibberd, James. . Entertainment Weekly. 2019-11-14  [2020-03-07]. （原始内容存档于2020-02-19）.
53. ↑  Hurley, Laura. . CinemaBlend. 2019-08-27  [2020-03-08]. （原始内容存档于2019-08-30）.
54. 1 2 3  Orf, Darren. . Popular Mechanics. 2019-11-11  [2020-03-10]. （原始内容存档于2020-04-02）.
55. ↑  Lussier, Germain. . Gizmodo. 2018-10-03  [2020-03-07]. （原始内容存档于2019-11-19）.
56. ↑  Gettell, Oliver. . Entertainment Weekly. 2018-10-03  [2020-03-07]. （原始内容存档于2019-07-19）.
57. ↑  . StarWars.com (Lucasfilm). 2018-10-04  [2020-03-04]. （原始内容存档于2019-12-19）.
58. 1 2  Lussier, Germain. . Gizmodo. 2018-10-04  [2020-03-07]. （原始内容存档于2020-03-04）.
59. ↑  Romano, Nick. . Entertainment Weekly. 2018-10-05  [2020-03-07]. （原始内容存档于2019-07-27）.
60. ↑  Gemmill, Allie. . Collider. 2019-09-28  [2020-03-08]. （原始内容存档于2020-01-09）.
61. ↑  Prudom, Laura. . IGN. 2020-01-15  [2020-03-08]. （原始内容存档于2020-01-09）.
62. 1 2 3  Tassi, Paul. . Forbes. 2019-11-14  [2020-03-06]. （原始内容存档于2019-12-22）.
63. ↑  Weiss, Josh. . Syfy Wire. 2019-09-03  [2020-03-08]. （原始内容存档于2019-11-01）.
64. 1 2 3  Anderton, Ethan. . /Film. 2019-04-14  [2020-01-26]. （原始内容存档于2019-07-06）.
65. ↑  Guglielmi, Jodi. . People. 2019-04-14  [2020-03-08]. （原始内容存档于2019-05-08）.
66. ↑  Boucher, Geoff. . Deadline Hollywood. 2019-04-14  [2020-03-08]. （原始内容存档于2019-08-28）.
67. ↑  Waite, Thom. . Dazed. 2019-08-24  [2020-01-28]. （原始内容存档于2019-09-16）.
68. ↑  Guglielmi, Jodi; Boucher, Ashley. . People. 2019-08-24  [2020-03-08]. （原始内容存档于2020-02-29）.
69. ↑  Radulovic, Petrana. . Polygon. 2019-10-28  [2020-03-08]. （原始内容存档于2019-12-13）.
70. ↑  Zemler, Emily. . Rolling Stone. 2019-10-29  [2020-01-27]. （原始内容存档于2020-01-27）.
71. ↑  Weiss, Josh. . Syfy Wire. 2019-10-28  [2020-03-08]. （原始内容存档于2019-12-13）.
72. ↑  . StarWars.com. 2019-10-28  [2020-01-19]. （原始内容存档于2019-12-10）.
73. ↑  Surrey, Miles. . The Ringer. 2019-11-11  [2020-03-06]. （原始内容存档于2019-11-12）.
74. ↑  Ha, Anthony. . TechCrunch. 2018-12-12  [2020-03-08]. （原始内容存档于2019-12-19）.
75. ↑  . WPVI-TV. 2018-12-12  [2020-03-08]. （原始内容存档于2021-06-29）.
76. 1 2 3 4  Miller, Liz Shannon. . Vulture. 2019-12-09  [2020-03-04]. （原始内容存档于2019-12-09）.
77. 1 2 3  Reimann, Tom. . Collider. 2019-12-09  [2020-03-06]. （原始内容存档于2020-01-09）.
78. 1 2  Kroll, Justin; Otterson, Joe. . Variety. 2018-11-13  [2020-03-07]. （原始内容存档于2018-11-14）.
79. ↑  Kroll, Justin; Otterson, Joe. . Variety. 2018-11-13  [2020-03-06]. （原始内容存档于2018-11-14）.
80. 1 2 3  Pascal 2019a，1:38–2:05 I remember getting a call from my agent saying Jon Favreau wants to meet you regarding a Star Wars project. And so I immediately said, 'When and where?' I wanted to meet Jon Favreau. I didn't care what he wanted me to do. I had no idea what it was, whether it was a feature or a cereal box, I had no idea.
81. 1 2 3  Gelman, Sameul. . Comicbook.com. 2019-09-15  [2020-03-08]. （原始内容存档于2019-10-01）.
82. ↑  Rorke, Robert. . New York Post. 2019-11-11  [2020-01-20]. （原始内容存档于2020-01-05）.
83. ↑  Radish, Christina. . Collider. 2019-10-30  [2020-03-08]. （原始内容存档于2020-01-04）.
84. ↑  Pascal, Pedro. . Entertainment Weekly. 2019-11-22.  事件发生在 6:39–6:43  [2020-01-26]. （原始内容存档于2019-12-11）. The moment I put on the helmet it was a big geek-out, big, big geek-out moment.
85. 1 2  Walters, David. . Elle. 2019-11-20  [2020-03-10]. （原始内容存档于2020-03-04）.
86. ↑  Isaac, Oscar; Pascal, Pedro. . Wired (YouTube). 2019-03-12.  事件发生在 0:54–1:02  [2020-03-10]. （原始内容存档于2020-02-27）. Isaac: "Is Pedro Pascal the Mandalorian?" Pascal: "Pedro Pascal is the Mandalorian." Isaac: "You're welcome. I convinced him to do it."
87. ↑  Matadeen, Renaldo. . Comic Book Resources. 2019-03-13  [2020-03-10]. （原始内容存档于2019-09-03）.
88. 1 2 3  Pascal, Pedro. . Entertainment Weekly. 2019-11-22.  事件发生在 1:45–2:09  [2020-01-26]. （原始内容存档于2019-12-11）. When I met Jon Favreau for this project, he asked me if I was a fan of Star Wars, and I told him that I didn't have a choice because I was born in 1975. And so I saw these movies in a movie theater and they shaped my imagination. Empire is most indelibly marked in my memory and my childhood imagination.
89. ↑  Keveney, Bill. . USA Today. 2019-11-21  [2020-03-10]. （原始内容存档于2020-02-29）.
90. 1 2  Pascal & Breznican 2019，60:02–61:04 Pascal: "It was a toy that I had when I was a kid. It was like my favorite Star Wars action figure. ... As a child, these characters did not stand out for me in having seen the movie, but the toys did. It was the toys I fell in love with and utilized the most." Breznican: "In your own storytelling. That's what kids do, they use those characters to tell their own stories." Pascal: "Exactly. And so to put on a costume that hearkens to my experience to one of my favorite toys is really weird." Breznican: "It conjures those emotions of those good times, right?" Pascal: "Absolutely."
91. 1 2 3 4  Lussier, Germain. . Gizmodo. 2018-11-13  [2020-03-07]. （原始内容存档于2020-01-05）.
92. ↑  Breznican, Anthony. . Entertainment Weekly. 2018-11-13  [2020-03-07]. （原始内容存档于2019-06-06）.
93. ↑  . StarWars.com (Lucasfilm). 2018-12-12  [2020-03-04]. （原始内容存档于2019-11-27）.
94. ↑  Anderton, Ethan. . /Film. 2019-11-13  [2020-03-08]. （原始内容存档于2020-03-20）.
95. 1 2 3  Sharf, Zack. . IndieWire. 2019-12-09  [2020-03-06]. （原始内容存档于2020-04-06）.
96. ↑  Griffiths, George. . Metro. 2019-12-11  [2020-03-08]. （原始内容存档于2020-04-08）.
97. ↑  Ridgely, Charlie. . Comicbook.com. 2019-12-30  [2020-03-10]. （原始内容存档于2019-12-31）.
98. 1 2 3 4 5 6 7 8 9 10 11 12 13 14 15  Miller, Liz Shannon. . Vulture. 2019-12-09  [2020-03-04]. （原始内容存档于2020-01-13）.
99. ↑  Abdulbaki, Mae. . CinemaBlend. 2019-12-11  [2020-03-10]. （原始内容存档于2020-01-02）.
100. ↑  Howard, Kirsten. . Den of Geek. 2019-12-10  [2020-03-08]. （原始内容存档于2020-04-02）.
101. ↑  White, Brett. . Decider. 2020-02-03  [2020-03-13]. （原始内容存档于2020-03-29）.
102. ↑  @philszostak.  (推文). 2019-08-22 –Twitter.
103. ↑  Kessler, Robert. . Screen Rant. 2019-12-12  [2020-02-10]. （原始内容存档于2020-01-02）.
104. 1 2 3  Lussier, Germain. . Gizmodo. 2019-08-23  [2020-03-07]. （原始内容存档于2019-11-08）.
105. ↑  Filoni, Dave. . Hollywood.com (YouTube). 2019-11-14.  事件发生在 0:37–1:09  [2020-03-11]. （原始内容存档于2020-03-04）. The average person if you show them that helmet, if they say anything they'll say it's Boba Fett. So we immediately started to draw visual differences between the two characters. Our character's more bulked up than Boba ever was, his armor's actually quite different if you look at it. His helmet's actually different, little different traits to it. The colors of it. All these things point out at little differences. There are similarities, which are almost unavoidable, but we wanted to tell a story with somebody where we had kind of more of a blank page to write it.
106. 1 2  Atkin, Jessie. . Screen Rant. 2020-01-08  [2020-02-11]. （原始内容存档于2020-01-09）.
107. ↑  Schmidt, JK. . Comicbook.com. 2019-08-22  [2020-03-07]. （原始内容存档于2019-12-03）.
108. 1 2 3 4 5 6 7  Holben, Jay. . American Cinematographer. 2020-02-06  [2020-02-15]. （原始内容存档于2020-02-09）.
109. ↑  Pereira, Alyssa. . San Francisco Chronicle. 2020-01-24  [2020-01-26]. （原始内容存档于2020-01-25）.
110. 1 2  Young 2020，第36頁
111. ↑  Pascal, Pedro. . Wired (YouTube). 2019-08-24.  事件发生在 2:02–2:14  [2020-03-10]. （原始内容存档于2020-03-05）. You'd think that we felt a lot of pressure but somehow Dave Filoni and Jon Favreau shielded us from that and made it just this environment where we could just come and create and play and work really, really, really hard.
112. ↑  Carano, Gina.  (). Vanity Fair.  事件发生在 56:02–56:45. 2019-11-29  [2020-01-29]. （原始内容存档于2020-07-27）. Pedro, he said something earlier to me, he said, 'I play my characters how I feel sometimes.' In all of his other characters, Narcos, Games of Thrones, I don't know how to beat that big guy, and I'm going to let the audience know I don't know how to beat him, or I'm going to let them feel me on that. So he's very vulnerable in a beautiful way. So when he puts on this Mandalorian costume you can kind of feel a little bit of that vulnerability which is such a great contrast, and it just makes him that much more mysterious. You want to know who is this guy underneath here. You can feel his personality, you want to know more about him. He's so sexy.
113. ↑  Pascal & Breznican 2019，62:51–63:35 Pascal: "Jon is a freak. He was just the other day noticing that my boots didn't have the appropriate level of frost, and then after a long conversation I couldn't help through my own exhaustion just thinking to myself, 'Now you're just going crazy.' I kept that thought to myself, which I'll now share with the world. And then I walk into my dressing room and the boots had been worked on and they looked exactly what my boots would've looked like after walking through a blizzard in New York City."
114. 1 2  Pascal & Breznican 2019，50:16–51:03 I'm not going to lie, it's really strange, but not altogether new. It's about reintroducing myself to all the things I learned in class and on stage. I remember doing commedia dell'arte and an entire portion of this one play where I had to do it in a mask and in very, very animated and exaggerated way, use your body to tell the story. This is very much like that but in the opposite tone of economical movements.
115. ↑  Pascal & Breznican 2019，47:10–47:35 Pascal: "It's been a really interesting improvisation in terms of figuring out what his posture is, how he moves, how he walks, how he communicates, how he makes a point, and how the voice exists under the mask. It's very detail-oriented."
116. ↑  Pascal & Breznican 2019，51:46–52:20 Pascal: "That's like the dominant thing about it is figuring all of those details out, and all of the tricks or habits really that you develop, the way that you hold your head or, like, fidgets don't really work with this character so you have to be hyper vigilant bout that stuff. it's exhausting."
117. ↑  Pascal & Breznican 2019，49:44–50:16 Breznican: "How much of your physicality is dictated by the costume, by the weight of it, by the boots, by the armor you're wearing on your body? Sometimes restriction is good, it helps you find a character." Pascal: "I would say only about 100%. It's all about weight distribution and using the design of the costume to share the character."
118. ↑  Pascal & Breznican 2019，47:49–48:03 Pascal: "Once we capture the body language on camera, and obviously the voice being specifically connected to that body language, but then we can fine tune it, we can change it in post."
119. ↑  Swallow & Regan 2020，26:34–27:04 Swallow: "He's so down to earth. Actually, he and I go back several years because I know him through the New York theater scene, and then we were both on The Mentalist at the same time, because the season that I was on there, he was brought in to be a love interest for Robin's character. So that was really fun because we hadn't seen each other in a while when we got to do that, and then to get to do this which is so entirely different, it's just delightful when you get to come across people that you already know and like and then you get to say, 'Oh now we get to work together, this is awesome.'"
120. ↑  Swallow, Emily.  (). Inside the Crazy Ant Farm.  事件发生在 10:59–11:09. 2020-01-25  [2020-02-05]. （原始内容存档于2022-01-01）. We know each other from the New York theater scene, and then we got to work together on The Mentalist, totally randomly, so it was awesome to be able to work with him on this.
121. ↑  Swallow, Emily.  (). Comic Con Radio.  事件发生在 25:31–25:55. 2019-11-12  [2020-02-06]. （原始内容存档于2022-01-01）. Pedro and I, actually, I know him from the theater crowd in New York, but then we got to work together on The Mentalist, because he came in as a love interest for Robin's character while I was on the show. And that was so much fun because we knew each other from New York, and then we got to work together on that, and then finding out that I was going to get to work with him on The Mandalorian was really cool.
122. ↑  Swallow & Regan 2020，27:10–27:35 Swallow: "I was so curious before this show came out to see how this was going to work, you know, having this central character who we never got to see who was so mysterious, but I sort of knew just based on who Pedro is that his goodness would come across. And I feel like that totally happened. So I guess I'm sort of not surprised because I feel like Pedro's exactly the person who could do that."
123. 1 2 3  Britt, Ryan. . Fatherly. 2019-11-29  [2020-02-29]. （原始内容存档于2019-12-18）.
124. 1 2  Singer, Matt. . ScreenCrush. 2019-12-13  [2020-02-29]. （原始内容存档于2020-02-29）.
125. ↑  Chase, Eileen. . Today. 2019-12-16  [2020-02-29]. （原始内容存档于2020-02-29）.
126. ↑  Collins, Hannah. . Comic Book Resources. 2020-01-04  [2020-03-01]. （原始内容存档于2020-02-27）.
127. ↑  Pierce-Bohen. . Screen Rant. 2019-12-23  [2020-03-01]. （原始内容存档于2020-02-16）.
128. ↑  Schedeen, Jesse. . IGN. 2019-11-12  [2020-03-01]. （原始内容存档于2019-11-24）.
129. ↑  Housman, Andrew. . Comic Book Resources. 2019-11-20  [2020-03-01]. （原始内容存档于2019-12-04）.
130. ↑  Frank, Allegra. . Vox. 2019-12-03  [2020-02-29]. （原始内容存档于2019-12-28）.
131. ↑  Lawler, Kelly. . USA Today. 2019-11-22  [2020-03-03]. （原始内容存档于2020-02-23）.
132. 1 2 3 4  Pereira, Sergio. . Comic Book Resources. 2019-11-29  [2020-02-29]. （原始内容存档于2020-02-29）.
133. ↑  Atkin, Jessie. . Screen Rant. 2019-12-30  [2020-02-29]. （原始内容存档于2020-02-20）.
134. 1 2 3 4 5 6  VanArendonk, Kathryn. . Vulture. 2020-01-03  [2020-02-29]. （原始内容存档于2020-01-07）.
135. 1 2 3  Breznican, Anthony. . Vanity Fair. 2019-11-26  [2020-01-27]. （原始内容存档于2019-11-27）.
136. ↑  Gallagher, Caitlin. . Bustle. 2019-12-13  [2020-03-03]. （原始内容存档于2020-02-17）.
137. ↑  Keane, Sean. . CNET. 2019-12-07  [2020-02-19]. （原始内容存档于2020-02-15）.
138. 1 2  Gallagher, Caitlin. . Bustle. 2019-12-26  [2020-03-01]. （原始内容存档于2020-03-01）.
139. ↑  Foy, Peter. . Comic Book Resources. 2019-12-21  [2020-02-29]. （原始内容存档于2020-01-14）.
140. ↑  Hibberd, James. . Entertainment Weekly. 2019-12-18  [2020-03-01]. （原始内容存档于2019-12-21）.
141. ↑  White, Brett. . Decider. 2019-12-18  [2020-03-01]. （原始内容存档于2020-01-08）.
142. ↑  Milner, Sarah Bea. . Screen Rant. 2019-12-22  [2020-02-29]. （原始内容存档于2019-12-23）.
143. 1 2  Ellis, Philip. . Men's Health. 2019-12-14  [2020-03-10]. （原始内容存档于2019-12-15）.
144. ↑  El-Mahmoud, Sarah. . CinemaBlend. 2019-11-07  [2020-03-08]. （原始内容存档于2019-12-16）.
145. ↑  Brown, Tracy. . Los Angeles Times. 2022-01-26  [2022-01-27]. （原始内容存档于2022-01-27）.
146. ↑  Patches, Matt. . Polygon. 2022-01-26  [2022-01-28]. （原始内容存档于2022-01-28）.
147. 1 2  Pantoja, Kevin. . Screen Rant. 2020-01-02  [2020-01-21]. （原始内容存档于2020-01-03）.
148. ↑  Pham, Danny. . Screen Rant. 2019-12-31  [2020-01-20]. （原始内容存档于2020-01-01）.
149. ↑  VanDerWerff, Emily. . Vox. 2019-11-12  [2020-03-03]. （原始内容存档于2019-12-16）.
150. ↑  James, Caryn. . BBC. 2019-11-13  [2020-03-06]. （原始内容存档于2019-12-02）.
151. ↑  Cea, Max. . GQ. 2019-11-13  [2020-03-06]. （原始内容存档于2020-01-27）.
152. ↑  Fowler, Matt. . IGN. 2019-12-31  [2020-02-13]. （原始内容存档于2020-01-01）.
153. ↑  Fallon, Sean. . Comicbook.com. 2019-12-31  [2020-01-20]. （原始内容存档于2020-01-01）.
154. ↑  Gelman, Samuel. . Comic Book Resources. 2019-12-31  [2020-01-20]. （原始内容存档于2020-01-01）.
155. 1 2  Allan, Scoot. . Screen Rant. 2019-12-05  [2020-03-08]. （原始内容存档于2022-01-01）.
156. ↑  Hoolihan, Hannah. . Screen Rant. 2020-01-27  [2020-02-12]. （原始内容存档于2020-02-02）.
157. ↑  Keane, Sean. . CNET. 2020-02-28  [2020-03-08]. （原始内容存档于2020-02-04）.
158. ↑  . Metro. 2020-02-20  [2020-02-27]. （原始内容存档于2020-02-21）.